# Jorge Scarso
Dom Frei Jorge Scarso, O.F.M.Cap. (Módica, 13 de agosto de 1916 - 28 de outubro de 2015) foi um bispo católico italiano. Foi bispo diocesano de Patos de Minas entre 1968 a 1992.

## Ordenações

### Ordenações episcopais
Foi um dos co-sagrantes dos seguintes bispos:
- Daniel Arnaldo Tomasella, O.F.M.Cap. † (1969)
- Tarcísio Sebastião Batista Lopes, O.F.M.Cap. † (1984)
- Paulo Sérgio Machado (1989)